# Jaume López Granell
Jaume López Granell (Vila-real, 19 de gener de 1948) ha estat un polític valencià, diputat en la primera legislatura de les Corts Valencianes.
Treballà com a mecànic en el sector de la ceràmica. Militant del PSPV-PSOE fou elegit diputat per la circumscripció de Castelló a les eleccions a les Corts Valencianes de 1983. Ha estat vocal de les comissions d'Indústria, Comerç i Turisme, de Política Social i Ocupació i de la Comissió Permanent no legislativa de Seguretat Nuclear de les Corts Valencianes.